# Robert Ito
Robert Ito, detto anche Roberto Ito oppure Bob Ito (Vancouver, 2 luglio 1931), è un attore televisivo, ballerino e doppiatore canadese.

## Biografia
Nato in Canada da genitori giapponesi, Ito è stato per molti anni ballerino del Balletto Nazionale del Canada, prima di dedicarsi alla recitazione a metà degli anni sessanta.
È apparso tre volte (con parti diverse) nel 1970 nella serie TV Kung Fu, prima come operaio ferroviario cinese nel film che ha lanciato la serie, poi due volte in episodi della durata di un'ora: nel primo nei panni di bandito cinese di nome Capitano Lee nell'episodio La via della violenza non ha una mente, nel secondo come ninja giapponese nell'episodio intitolato The Assassin. Ha pure interpretato due personaggi coreani diversi in alcuni episodi di M*A*S*H nel 1972 e nel 1976.
Il ruolo più importante interpretato da Ito è stato probabilmente quello dell'assistente di laboratorio Sam Fujiyama nella serie televisiva Quincy (1976-1983), con protagonista Jack Klugman, insieme al quale formava una coppia di lavoro nell'ufficio di patologia legale della contea di Los Angeles.

## Filmografia

### Cinema
- Le donne del pianeta preistorico (Women of the Prehistoric Planet), regia di Arthur C. Pierce (1966)
- Dimensione 5 (Dimension 5), regia di Franklin Adreon (1966)
- Some Kind of a Nut, regia di Garson Kanin (1969)
- 2022: i sopravvissuti (Soylent Green), regia di Richard Fleischer (1973)
- The Naked Ape, regia di Donald Driver (1973)
- L'uomo terminale (The Terminal Man), regia di Mike Hodges (1974)
- Airport '75 (Airport 1975), regia di Jack Smight (1974)
- Rollerball, regia di Norman Jewison (1975)
- Una valigia piena di dollari (Peeper), regia di Peter Hyams (1976)
- La battaglia di Midway (Midway), regia di Jack Smight (1976)
- Rapina... mittente sconosciuto (Special Delivery), regia di Paul Wendkos (1976)
- Black Sunday, regia di John Frankenheimer (1977)
- Salvate il Gray Lady (Gray Lady Down), regia di David Greene (1978)
- Le avventure di Buckaroo Banzai nella quarta dimensione (The Adventures of Buckaroo Banzai Across the 8th Dimension), regia di W.D. Richter (1984)
- Pray for Death, regia di Gordon Hessler (1985)
- Investigazioni private (P.I. Private Investigations), regia di Nigel Dick (1987)
- Aloha Summer, regia di Tommy Lee Wallace (1988)
- L'immortale (The Vineyard), regia di James Hong (1989)
- Pubblifollia - A New York qualcuno impazzisce (Crazy People), regia di Tony Bill (1990)
- The War Between Us, regia di Anne Wheeler (1995)
- Impatto devastante (Hollow Point), regia di Sidney J. Furie (1996)
- Soluzione estrema (Once a Thief), regia di John Woo (1996) - film TV
- Codice Omega (The Omega Code), regia di Robert Mercarelli (1999)
- Lima: Breaking the Silence, regia di Menahem Golan (1999)

### Televisione
- Le spie (I Spy) - serie TV, un episodio) (1965)
- Get Smart  - serie TV, un episodio (1966)
- Mr. Roberts (Mister Roberts) – serie TV, episodio 1x28 (1966)
- I giorni di Bryan (Run for Your Life) - serie TV, un episodio (1967)
- Operazione ladro (It Takes a Thief) – serie TV, episodio 1x09 1968)
- La tata e il professore (Nanny and the Professor) - serie TV, un episodio (1970)
- What's a Nice Girl Like You...?, regia di Jerry Paris - film TV (1971)
- Ironside  - serie TV, 4 episodi (1970-1972)
- Mannix  - serie TV, 2 episodi (1970-1973)
- Pueblo (1973)
- Men of the Dragon (1974)
- Aloha Means Goodbye (1974)
- Fer-de-Lance (1974)
- Kung Fu - serie TV, 2 episodi (1972-1974)
- M*A*S*H - serie TV, 2 episodi (1972-1976)
- Sulle strade della California (Police Story) - serie TV, un episodio (1973)
- Love, American Style - serie TV, un episodio (1973)
- Marcus Welby (Marcus Welby, M.D.) - serie TV, un episodio (1973)
- Kojak - serie TV, 2 episodi (1974)
- L'uomo da sei milioni di dollari (Six Million Dollar Man) - serie TV, un episodio (1975)
- Harry O - serie TV, un episodio (1975)
- Death Scream (1975)
- Bel Air - La notte del massacro (Helter Skelter) (1976)
- Barnaby Jones - serie TV, un episodio (1976)
- Visions  - serie TV, un episodio (1976)
- Quincy (Quincy, M.E.) - serie TV, 148 episodi (1976-1983)
- New York - Parigi air sabotage '78 (1977)
- Alla conquista del West (How the West Was Won) - serie TV, un episodio (1979)
- Truck Driver (B.J. and the Bear) - serie TV, un episodio (1980)
- Magnum, P.I.  - serie TV, un episodio (1984)
- CBS Schoolbreak Special  - serie TV, un episodio (1985)
- I viaggiatori delle tenebre (The Hitchhiker) - serie TV, un episodio (1985)
- Airwolf  - serie TV, un episodio (1985)
- California (Knots Landing) - serie TV, 3 episodi (1986)
- American Geisha (1986)
- Ohara  - serie TV, un episodio (1988)
- Star Trek: The Next Generation  - serie TV, un episodio (1988)
- Vietnam addio (Tour of Duty) - serie TV, 2 episodi (1989)
- Falcon Crest - serie TV, 5 episodi (1989)
- MacGyver - serie TV, un episodio (1989)
- Mom P.I. - serie TV, 2 episodi (1990)
- Venerdì 13 (Friday the 13th: The Series) - serie TV, un episodio (1990)
- Grand - serie TV, un episodio (1990)
- Brattigan, detective di cronaca (1991)
- Counterstrike  - serie TV, un episodio (1991)
- Renegade  - serie TV, un episodio (1993)
- Il commissario Scali (The Commish) - serie TV, un episodio (1993)
- Highlander (Highlander: The Series) - serie TV, 2 episodi (1993)
- E.N.G. - Presa diretta (E.N.G.) - serie TV, un episodio (1994)
- Trial at Fortitude Bay (1994)
- Vanishing Son  - serie TV, un episodio (1995)
- Kung Fu - la leggenda continua  - serie TV, un episodio (1995)
- X-Files  - serie TV, episodi 3x09-3x10 (1995)
- Side Effects  - serie TV, un episodio (1996)
- Hawaii missione speciale (One West Waikiki) - serie TV, un episodio (1996)
- Oltre i limiti (The Outer Limits) - serie TV, un episodio (1996)
- Chicago Hope  - serie TV, un episodio (1996)
- Once a Thief (Once a Thief; anche John Woo's Once a Thief) - serie TV, 3 episodi (1996)
- The Hunger  - serie TV, un episodio (1997)
- PSI Factor (Psi Factor: Chronicles of the Paranormal) - serie TV, un episodio (1997)
- The Best Bad Thing (1997)
- Adventures from the Book of Virtues  - serie TV, un episodio (1998)
- La signora del West (Dr. Quinn, Medicine Woman) - serie TV, un episodio (1998)
- The King of Queens  - serie TV, un episodio (1999)
- Star Trek: Voyager  - serie TV, episodio 7x20 (2001)
- MythQuest  - serie TV, un episodio (2001)
- La mummia (The Mummy) - serie animata, un episodio (2001) - voce
- La famiglia Proud (The Proud Family) - serie TV, un episodio (2003)
- Avatar - La leggenda di Aang (Avatar: The Last Airbender) - serie TV, un episodio (2008)

## Doppiatori italiani
Nelle versioni in italiano delle opere in cui ha recitato, Robert Ito è stato doppiato da:
- Ruggero Dondi in Quincy (2ª voce), Magnum, P.I.
- Manlio De Angelis in Rollerball
- Vittorio Congia in La battaglia di Midway
- Giorgio Melazzi in Quincy (1ª voce)
- Nino Prester in Star Trek: The Next Generation